# Халагский сельсовет
Халагский сельсовет — административно-территориальная единица и муниципальное образование со статусом сельского поселения в Табасаранском районе Дагестана Российской Федерации.
Административный центр — село Халаг.

## Население
| 2002  | 2010  | 2012  | 2013  | 2014  | 2015  | 2016  |
| ----- | ----- | ----- | ----- | ----- | ----- | ----- |
| 1690  | ↘1500 | ↘1493 | ↘1475 | ↘1474 | ↘1454 | ↘1435 |
| 2017  | 2018  | 2019  | 2020  | 2021  | 2023  | 2024  |
| ↗1436 | ↗1479 | ↘1460 | →1460 | ↗1517 | →1517 | ↗1539 |
| 2025  |       |       |       |       |       |       |
| ↘1533 |       |       |       |       |       |       |

## Состав
| № | Населённый пункт | Тип населённого пункта       | Население |
| - | ---------------- | ---------------------------- | --------- |
| 1 | Бухнаг           | село                         | ↘148      |
| 2 | Джули            | село                         | ↗672      |
| 3 | Халаг            | село, административный центр | ↗697      |